# Arroyo Bañado de Medina
El bañado de Medina es un curso de agua uruguayo que atraviesa el departamento de Cerro Largo perteneciente a la cuenca hidrográfica de la laguna Merín.
Nace en la cuchilla Grande y desemboca en el río Tacuarí.